# 梅爾茨湖
53°31′38″N 12°42′12″E / 53.52722°N 12.70333°E

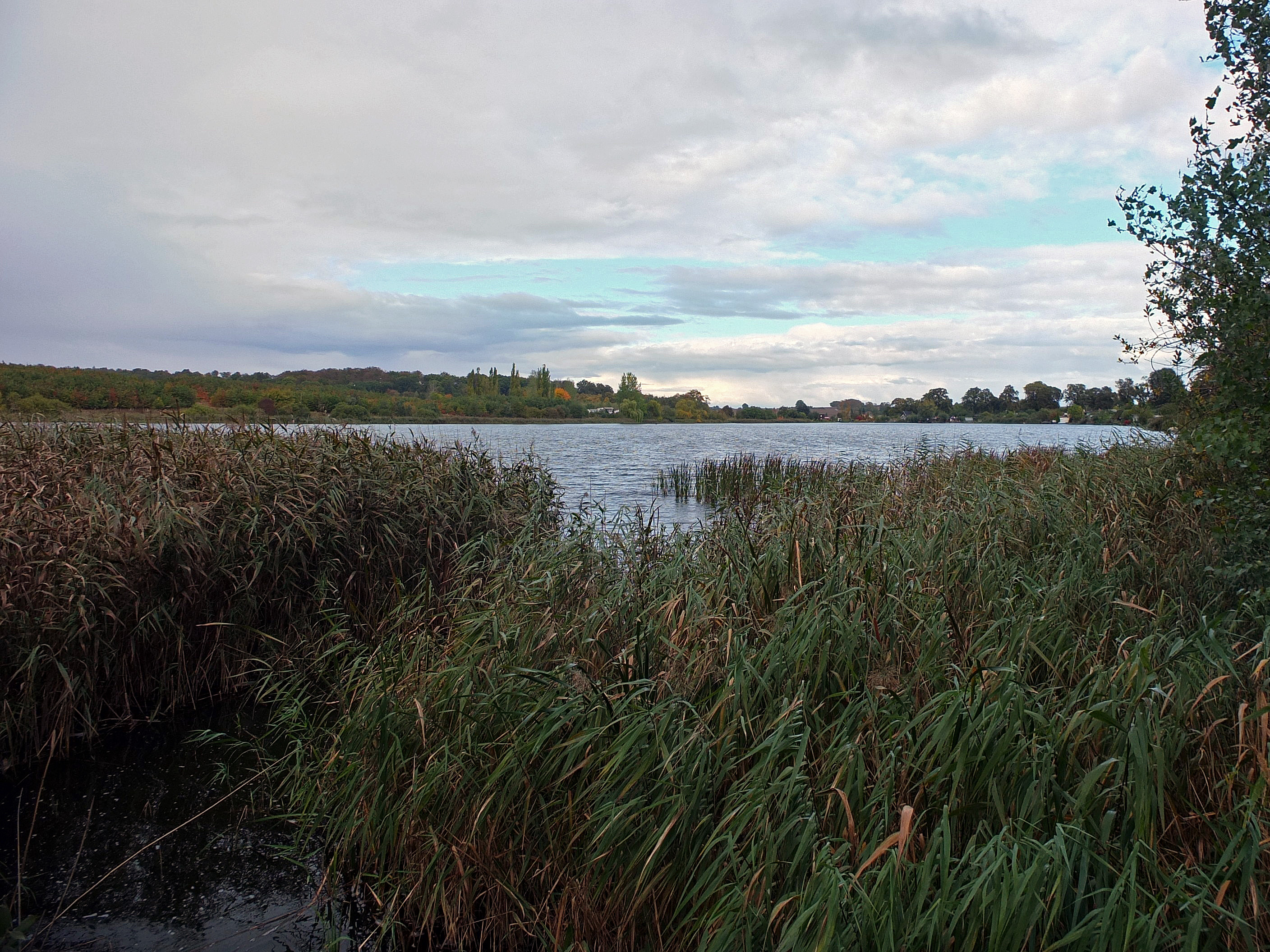

梅爾茨湖（德語：Melzer See），是德國的湖泊，位於該國東北部，由梅克倫堡-前波美拉尼亞州負責管轄，處於梅克倫堡湖區縣，長0.7公里、寬0.3公里，面積0.13平方公里，海拔高度63米。